# ان‌آرپی واسکو دا گاما (اف۳۳۰)
ان‌آرپی واسکو دا گاما (اف۳۳۰) (به انگلیسی: NRP Vasco da Gama (F330)) یک کشتی است که طول آن ۱۴۲ متر (۴۶۶ فوت) می‌باشد. این کشتی  در سال ۱۹۸۹ ساخته شد.